# 놀 존슨
놀 존슨(Knowl Johnson, 1970년 9월 16일 ~ )은 미국의 배우, 성우이다.
그리니치에서 태어났다.

## 영화
- 캠퍼스 군단 (1991년)
- 철목련 (1989년) - 토미 역